# Kreis Goldap
Der Kreis Goldap war ein preußisch-deutscher Landkreis in Ostpreußen und bestand in der Zeit von 1818 bis 1945. Sein ehemaliges Gebiet gehört heute zur polnischen Woiwodschaft Ermland-Masuren bzw. zur russischen Oblast Kaliningrad.

Gebiet des Kreises Goldap in Ostpreußen im Jahr 1910 (Kreisgrenze rot markiert)

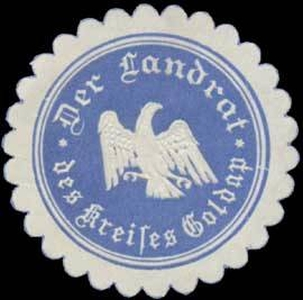
Siegelmarke des Landrats mit dem Wappenadler des Freistaats Preußen

## Verwaltungsgeschichte

### Königreich Preußen
Das Gebiet des Kreises Goldap gehörte seit der Einteilung Ostpreußens in landrätliche Kreise von 1752 zu dem damaligen Kreis Insterburg. Im Rahmen der preußischen Verwaltungsreformen ergab sich mit der „Verordnung wegen verbesserter Einrichtung der Provinzialbehörden“ vom 30. April 1815 die Notwendigkeit einer umfassenden Kreisreform in ganz Ostpreußen, da sich die 1752 eingerichteten Kreise als unzweckmäßig und zu groß erwiesen hatten. Zum 1. September 1818 wurde im Regierungsbezirk Gumbinnen aus Teilen des alten Kreises Insterburg der neue Kreis Goldap gebildet. Dieser umfasste die Kirchspiele Dubeningken, Gawaiten, Goldap, Grabowen, Gurnen, Mehlkehmen, Szirgupönen (ab 1824) und Szittkehmen. Das Landratsamt befand sich in Goldap.
Am 1. Februar 1843 fand mit dem Kreis Stallupönen ein größerer Gebietsaustausch statt. Das Kirchspiel Mehlkehmen wechselte aus dem Kreis Goldap in den Kreis Stallupönen, und im Gegenzug wechselte das Kirchspiel Tollmingkehmen aus dem Kreis Stallupönen in den Kreis Goldap.

### Norddeutscher Bund und Deutsches Reich
Seit dem 1. Juli 1867 gehörte der Kreis zum Norddeutschen Bund und ab dem 1. Januar 1871 zum Deutschen Reich. Nach der Teilung der Provinz Preußen in die Provinzen Ostpreußen und Westpreußen wurde der Kreis Goldap am 1. April 1878 Bestandteil Ostpreußens.
Zum 30. September 1928 fand im Kreis Goldap entsprechend der Entwicklung im übrigen Preußen eine Gebietsreform statt, bei der bis auf zwei alle Gutsbezirke aufgelöst und benachbarten Landgemeinden zugeteilt wurden.
Im Frühjahr 1945 wurde das Kreisgebiet durch die Rote Armee besetzt. Im Sommer 1945 wurde von der sowjetischen Besatzungsmacht gemäß dem Potsdamer Abkommen der südliche Teil des Kreisgebiets einschließlich der Kreisstadt Goldap unter polnische und der nördliche Teil unter sowjetische Verwaltung gestellt. Soweit die deutsche Bevölkerung nicht geflohen war, wurde sie in der Folgezeit größtenteils von den örtlichen Verwaltungsbehörden aus dem Kreisgebiet vertrieben.

## Einwohnerentwicklung
| Jahr | Einwohner | Quelle |
| ---- | --------- | ------ |
| 1818 | 20.374    | [ 3 ]  |
| 1846 | 37.314    | [ 4 ]  |
| 1871 | 43.233    | [ 5 ]  |
| 1890 | 45.002    | [ 6 ]  |
| 1900 | 44.813    | [ 6 ]  |
| 1910 | 44.186    | [ 6 ]  |
| 1925 | 42.672    | [ 6 ]  |
| 1933 | 43.491    | [ 6 ]  |
| 1939 | 44.275    | [ 6 ]  |

## Politik

### Landräte
- 1818–182100Steiner (kommissarisch)
- 1821–183500Gotthold Samuel Abraham Seemann (kommissarisch)
- 1835–185500Gustav Leopold Klein
- 1856–186400Bruno von Schrötter (1816–1888)
- 1864–187700Ludwig Ferdinand Hermann Siehr (1832–1885)
- 1877–188000Bernhard Schopis († 1880)
- 18800000000von Bornstedt (kommissarisch)
- 1880–188400Heinrich Cranz
- 1884–188900Nikolaus von Werder (1856–1917)
- 1889–190200Ernst Jachmann
- 1902–190600Friedrich von Berg (1866–1939)
- 1906–191900Philipp von Gehren
- 1919–192100Herbert Rohde (1885–1975)
- 1921–193200Hans Berner
- 1932–194500Karl von Buchka (1885–1960) (DVP, ab 1933: NSDAP)

### Wahlen
Im Deutschen Kaiserreich bildete der Kreis Goldap zusammen mit den Kreisen Darkehmen und Stallupönen den Reichstagswahlkreis Gumbinnen 4.

### Kommunalverfassung
Der Kreis Goldap gliederte sich in die Stadt Goldap, in Landgemeinden und – bis zu deren nahezu vollständigem Wegfall – in Gutsbezirke. Mit Einführung des preußischen Gemeindeverfassungsgesetzes vom 15. Dezember 1933 gab es ab dem 1. Januar 1934 eine einheitliche Kommunalverfassung für alle Gemeinden. Mit Einführung der Deutschen Gemeindeordnung vom 30. Januar 1935 trat zum 1. April 1935 die im Deutschen Reich gültige Kommunalverfassung in Kraft, wonach die bisherigen Landgemeinden nun als Gemeinden bezeichnet wurden. Diese waren in Amtsbezirken zusammengefasst. Eine neue Kreisverfassung wurde nicht mehr geschaffen; es galt weiterhin die Kreisordnung für die Provinzen Ost- und Westpreußen, Brandenburg, Pommern, Schlesien und Sachsen vom 19. März 1881.

## Amtsbezirke 1874–1945
Die Landgemeinden und Gutsbezirke des Kreises Goldap waren zwischen 1874 und 1945 in 26 Amtsbezirke zusammengeschlossen:
| Name (bis 1939)                                     | Name (1939–1945)     | Heutiger Name/Staat                      |
| --------------------------------------------------- | -------------------- | ---------------------------------------- |
| Adlersfelde (bis 1938)                              | Unterfelde (ab 1938) | Golubie/Polen                            |
| Altenbude                                           | Altenbude            | Siedlisko/Polen                          |
| Ballupönen (Ksp. Goldap), umbenannt: Grilskehmen    | Grilsen              | Grygieliszki/Polen                       |
| Bodschwingken                                       | Herandstal           | Boćwinka/Polen                           |
| Dobawen                                             | Dobauen              | Majak/Russland                           |
| Dubeningken                                         | Dubeningen           | Dubeninki/Polen                          |
| Gawaiten                                            | Herzogsrode          | Gawrilowo/Russland                       |
| Gehlweiden                                          | Gehlweiden           | Galwiecie/Polen                          |
| Goldap, Forstrevier, ab 1925: Jagdhaus Rominten     | Jagdhaus Rominten    | Raduschnoje/Russland                     |
| Grabowen                                            | Arnswald             | Grabowo/Polen                            |
| Gurnen                                              | Gurnen               | Górne/Polen                              |
| Iszlaudszen, ab 1934: Schönheide                    | Schönheide           | Dmitrijewka/Russland                     |
| Kallweitschen                                       | Kornberg             | Priosjornoje/Russland                    |
| Loyen                                               | Loien                | Łoje/Polen                               |
| Mühle Goldap                                        | Bodenhausen          | Botkuny/Polen                            |
| Pabbeln                                             | Schardingen          | Gawrilowka/Russland                      |
| Rogainen                                            | Rogainen             | Rogajny/Polen                            |
| Rominten, auch: Groß Rominten                       | Hardteck             | Krasnolessje/Russland                    |
| Rominten, Forstrevier, ab 1936: Schittkehmen, Forst | Wehrkirchen, Forst   | Saslonowo/Russland, und Żytkiejmy/Polen  |
| Rothebude, Forstrevier, ab 1935: Rothebude          | Rothebude            | Czerwony Dwór/Polen                      |
| Schlaugen                                           | Schlaugen            | Torfjanoje/Russland                      |
| Skötschen                                           | Grönfleet            | Skocze/Polen                             |
| Szittkehmen, ab 1936: Schittkehmen                  | Wehrkirchen          | Saslonowo/Russland, und: Żytkiejmy/Polen |
| Tollmingkehmen                                      | Tollmingen           | Tschistyje Prudy/Russland                |
| Waldaukadel                                         | Pickeln              | Tichwino/Russland                        |
| Warnen, Forstrevier, ab 1935: Warnen                | Warnen               | Oserki/Russland                          |

## Gemeinden
Nach der Gemeindereform von 1928 umfasste der Kreis Goldap bis 1945 die Stadt Goldap und 171 weitere Gemeinden.
Im nördlichen Teil des Kreises, der heute zu Russland gehört, lagen die folgenden Gemeinden:
- Abscherningken
- Auxinnen
- Ballupönen Ksp. Tollingk.
- Billehnen
- Blindgallen
- Budszedehlen
- Budweitschen, Ksp. Szittkehmen
- Czarnen
- Dakehnen
- Deeden
- Dobawen
- Eckertsberg
- Egglenischken
- Elluschönen
- Eszergallen, Ksp. Gawaiten
- Gawaiten
- Gelleszuhnen
- Groblischken
- Groß Dumbeln
- Groß Gudellen
- Groß Jesziorken
- Groß Kallweitschen
- Groß Rominten
- Groß Trakischken
- Gulbenischken
- Jagdbude
- Jagdhaus Rominten
- Jessatschen
- Jurgaitschen
- Kaszeleken
- Kaszemeken
- Kiaunen
- Kiauten
- Klein Dumbeln
- Klein Gudellen
- Klein Kummetschen
- Kraginnen
- Kubillen
- Kuiken, Ksp. Szittkehmen
- Kurnehnen
- Langkischken
- Linkischken
- Loyken
- Makunischken
- Maleyken
- Matzutkehmen
- Meldienen
- Meszehnen
- Motzkuhnen
- Murgischken
- Oszeningken
- Pallädszen
- Pellkawen
- Pelludszen
- Pickeln
- Plawischken
- Pöwgallen
- Ribbenischken
- Roponatschen
- Sausleszowen
- Schaltinnen
- Serguhnen
- Serteggen
- Skarupnen
- Stonupönen
- Stukatschen
- Stumbern
- Szabojeden
- Szeldkehmen
- Texeln
- Theweln
- Tollmingkehmen
- Wannaginnen
- Warkallen
- Warnen
- Werxnen
- Wyszupönen
- Zodszen

Im südlichen Teil des Kreises, der heute zu Polen gehört, lagen die folgenden Gemeinden:
- Altenbude
- Amberg
- Auxkallen
- Ballupönen Ksp. Goldap
- Barkehmen
- Blindischken
- Bludßen
- Bodschwingken
- Budweitschen, Ksp. Dubeningken
- Buttkuhnen
- Czerwonnen, Ksp. Goldap
- Dagutschen
- Didszullen
- Dubeningken
- Duneyken
- Dzingellen
- Eszergallen, Ksp. Dubeningken
- Flösten
- Friedrichowen
- Friedrichswalde
- Gehlweiden
- Gerehlischken
- Glowken
- Goldap, Stadt
- Gollubien
- Grabowen
- Grilskehmen
- Grischkehmen
- Groß Kummetschen
- Groß Rosinsko
- Groß Wronken
- Gurnen
- Hegelingen
- Iszlaudszen
- Jeblonsken
- Joddup
- Johannisberg
- Jörkischken
- Juckneitschen
- Kallnischken
- Kamionken
- Keppurdeggen
- Klein Rosinsko
- Kögskehmen
- Kollnischken
- Kosaken
- Kosmeden
- Kowalken
- Kuiken, Ksp. Goldap
- Langensee
- Lengkupchen
- Liegetrocken
- Linnawen
- Loyen
- Marczinowen
- Marlinowen
- Matznorkehmen
- Meschkrupchen
- Mlinicken
- Morathen
- Ossöwen
- Pabbeln
- Pablindszen
- Padingkehmen
- Pietraschen
- Plautzkehmen
- Präroszlehnen
- Präslauken
- Reddicken
- Regellen
- Reutersdorf
- Rogainen
- Rothebude
- Rudzien
- Samonienen
- Satticken
- Schackeln
- Schillinnen
- Schlaugen
- Schuiken
- Skaisgirren
- Skötschen
- Sokollen
- Staatshausen
- Summowen
- Sutzken
- Szardeningken
- Szeeben
- Szielasken
- Szittkehmen
- Tartarren
- Thewelkehmen
- Upidamischken
- Wilkatschen

Im Kreis lagen außerdem die beiden gemeindefreien Forstgutsbezirke Borker Heide und Rominter Heide.
Vor 1945 aufgelöste Gemeinden
- Czerwonnen, Kirchspiel Tollmingkehmen, am 30. September 1928 zu Pickeln
- Freiberg, am 30. September 1928 zu Eckertsberg
- Glasau, am 30. September 1928 zu Kowalken
- Groß Bludszen, am 30. September 1928 zu Bludßen
- Groß Duneyken, am 30. September 1928 zu Duneyken
- Groß Jodupp, am 30. September 1928 zu Jodupp
- Klein Jodupp, am 30. September 1928 zu Szeldkehmen
- Marienthal, 1900 zu Johannisberg
- Martischken, am 30. September 1928 zu Ballupönen
- Mittel Jodupp, am 30. September 1928 zu Jodupp
- Naujehnen, am 30. September 1928 zu Kallnischken
- Pröken, am 30. September 1928 zu Gurnen
- Raudohnen, am 30. September 1928 zu Pickeln
- Uszupönen, am 30. September 1928 zu Eckertsberg
- Wiersbianken, am 30. September 1928 zu Duneyken

## Gemeinde Sutzken/Hitlershöhe
Am 27. Oktober 1933 wurde die Landgemeinde Sutzken (heute polnisch: Suczki) in Hitlershöhe umbenannt. Dem lag der folgende Antrag der Gemeinde vom 9. März 1933 zu Grunde:

„Das Dorf Sutzken im Kreise Goldap ist ein Bauerndorf mit 167 Einwohnern. Es liegt auf den Höhen südlich von der Stadt Goldap. Von den Bewohnern sind 95 % National-Sozialisten, während die restlichen 5 % deutschnational sind. Seit Jahren gibt es hier keinen Marxisten mehr. […].“

Die Zustimmung Hitlers erfolgte am 12. April 1933 unter der Voraussetzung, dass die zuständige Verwaltungsbehörde ihre Zustimmung erteilt. Diese entschied zustimmend am 27. Oktober 1933.

## Ortsnamen
1936/1938 setzten die Nationalsozialisten im Kreis Goldap, wie in ganz Ostpreußen, umfangreiche Umbenennungen durch, da ihnen viele Ortsnamen nicht deutsch genug erschienen. Dies wurde durch lautliche Angleichungen, Übersetzungen oder freie Erfindungen bewerkstelligt. Von 174 Gemeinden und Gutsbezirken (Stand: 17. Mai 1939) erhielten 132 einen veränderten Namen. Einige Umbenennungen fanden schon vor 1936 statt.
- Abscherningken: Ebershagen
- Auxinnen: Freudenau
- Auxkallen: Bergerode
- Babken: Steinbrück
- Ballupönen (Ksp. Goldap): Ballenau
- Ballupönen (Ksp. Tollmingkehmen): Wittigshöfen
- Barkehmen: Barkau
- Billehnen: Billenau
- Blindgallen: Schneegrund
- Blindischken: Wildwinkel
- Bludschen: Forsthausen
- Bodschwingken: Herandstal
- Bodschwingken Mühle: Herandstaler Mühle
- Budschedehlen: Salzburgerhütte
- Budweitschen (Ksp. Dubeningken): Elsgrund
- Budweitschen (Ksp. Schittkehmen): Altenwacht
- Buttkuhnen: Bodenhausen
- Collnischken: Burgfelde
- Czarnen: Scharnen
- Czerwonnen: Rotenau
- Dagutschen: Zapfengrund
- Dakehnen: Daken
- Didschullen: Schwadengeld
- Dobawen: Dobauen
- Dubeningken: Dubeningen
- Duneyken: Duneiken
- Duneyken, Forst: Duneiken, Forst
- Dzingellen: Widmannsdorf
- Egglenischken: Preußischnassau
- Elluschönen: Ellern (Ostpr.)
- Eszergallen/Eschergallen (Ksp. Dubeningken): Äschenbruch
- Eszergallen/Eschergallen (Ksp. Gawaiten): Tiefenort
- Flösten: Bornberg (Ostpr.)
- Friedrichowen: Friedrichau
- Gawaiten: Herzogsrode
- Gelleschuhnen: Gellenau (Ostpr.)
- Gerehlischken: Gerwalde
- Glowken: Thomasfelde
- Gollubien: Unterfelde
- Grabowen: Arnswald
- Grilskehmen: Grilsen
- Grischkehmen: Grischken
- Groblischken: Ringfelde
- Groß Bludszen/Bludschen: Forsthausen
- Groß Dumbeln: Erlensee
- Groß Gudellen: Großguden
- Groß Jesziorken: (ab 1930:) Schöntal
- Groß Kallweitschen: Kornberg
- Groß Kummetschen: Hermeshof
- Groß Rominten: Hardteck
- Groß Rosinsko: Großfreiendorf
- Groß Trakischken: Hohenrode (Ostpr.)
- Groß Wronken: Winterberg (Ostpr.)
- Gulbenischken: Gulbensee
- Jeblonsken: Urbansdorf
- Jessatschen: Grimbach
- Iszlaudszen: Schönheide (Ostpr.)
- Jodupp: Holzeck
- Jörkischken: Jarkental
- Juckneitschen: (ab 1935:) Steinhagen (Ostpr.)
- Jurgaitschen: Kleinau (Ostpr.)
- Kalkowen: Kalkau
- Kallnischken: Kunzmannsrode
- Kamionken: Eichicht
- Kaschemeken: Kaschen
- Kaseleken: Neumagdeburg
- Keppurdeggen: Kühlberg
- Kiaunen: Rodenheim
- Kiauten: Zellmühle
- Klein Bludszen/Bludschen: Klein Forsthausen
- Klein Dumbeln: Kräuterwiese
- Klein Duneyken: Klein Duneiken
- Klein Gudellen: Kleinguden
- Klein Jesziorken: Kleinschöntal
- Klein Kummetschen: Schäferberg (Ostpr.)
- Klein Rosinsko:Bergershof
- Kögskehmen: Kecksheim
- Kollnischken: Burgfelde
- Kosaken: Rappenhöh
- Kotziolken (ab 1910:) Langensee
- Kowalken: Beierswalde
- Kraginnen: Kraghof
- Kubillen: Nordenfeld
- Kuiken (Ksp. Goldap): Tannenhorst
- Kuiken (Ksp. Schittkehmen): Albrechtsrode
- Kurnehnen: Kurnen
- Langkischken: Langenwasser
- Lengkupchen: Lengenfließ
- Linkischken: Rabeneck
- Linnawen: Linnau (Ostpr.)
- Loyen: Loien
- Loyken: Loken
- Makunischken: Hohenwaldeck
- Maleyken: Maleiken
- Marczinowen: Martinsdorf
- Marlinowen: Mörleinstal
- Matznorkehmen: Matztal
- Matzutkehmen: Wellenhausen
- Meldienen: Gnadenheim
- Meschehnen: Wehrfeld
- Meschkrupchen: Meschen
- Mittel Jodupp: Mittelholzeck
- Mlinicken: Buschbach
- Morathen: Bergesruh
- Motzkuhnen: Motzken
- Murgischken: Bastental
- Naujehnen: Neuengrund
- Neu Bodschwingken: Neu Herandstal
- Ossöwen: Ossau
- Ostrowen: Mühlhof
- Ostrowken: Waldbude
- Oszeningken/Oscheningken: Pfalzrode
- Pablindszen/Pablindschen: Zollteich
- Padingkehmen: Padingen
- Pallädschen: Frankeneck
- Pellkawen: Pellkauen
- Pelludschen: Pellau
- Pietraschen: Rauental (Ostpr.)
- Plautzkehmen: Engern (Ostpr.)
- Plawischken: Plauendorf
- Pogorzellen (ab 1906:) Hegelingen
- Pöwgallen: Pöwen
- Präslauken: Praßlau
- Präroszlehnen: (seit 1935) Jägersee
- Rakowken: Stoltznersdorf
- Regellen: Glaubitz
- Ribbenischken: Ribbenau
- Roponatschen: Steinheide
- Rudzien: Rodenstein (Ostpr.)
- Samonienen:[9] Klarfließ
- Sausleschowen: Seefelden (Ostpr.)
- Skötschen: Grönfleet,
- Schabojeden: Sprindberg
- Schaltinnen: Quellental
- Schardeningken: Schardingen
- Scheldkehmen: Schelden
- Schillinnen: Heidensee
- Schuiken: Spechtsboden
- Serteggen: Serteck
- Skaisgirren: Hellerau (Ostpr.)
- Skarupnen: Hartental
- Skötschen: Grönfleet
- Sokollen: Hainholz
- Stonupönen: Kaltenbach
- Stukatschen: Freienfeld
- Stumbern: Auersfeld
- Summowen: Summau
- Sutzken: (ab 1933:) Hitlershöhe
- Szabojeden/Schabojeden: Sprindberg
- Szielasken/Schielasken: Hallenfelde
- Szittkehmen/Schittkehmen: Wehrkirchen
- Tartarren: Noldental
- Thewelkehmen: Tulkeim
- Theweln: Pfalzberg
- Tollmingkehmen: Tollmingen
- Upidamischken: Altenzoll
- Wannaginnen: Wangenheim
- Warkallen: Wartenstein
- Werxnen: Grünhügel
- Wiersbianken: Lichtenhain
- Wilkassen: Kleineichicht
- Wilkatschen: Birkendorf
- Wyschupönen: Kaltensee
- Zodschen: Zoden

## Architektur
In Ostpreußen, so auch im Kreis Goldap, wurden zu Beginn des Ersten Weltkrieges 1914 zahlreiche Orte von der russischen Armee okkupiert und zum großen Teil zerstört. Nach Ende der Kriegshandlungen wurde ein „Aufbauprogramm Ostpreußen“ durchgeführt, an dem der Architekt Hans J. Philipp, Goldap, großen Anteil hatte. Die äußere Gestaltung der neuen Häuser orientierte sich an der bekannten Architektur Ostpreußens: Pfannendach auf Stülpschalung, auf dem Land wurde überwiegend rauer Kellenputz, in der Stadt Kratzputz verwendet. Die Fenster erhielten in den feststehenden Blendrahmen dunklen, in dem Flügelholz weißen Anstrich. Ein typisches Gebäude aus dem Wiederaufbauprogramm Ostpreußens ist/war das Wohnhaus Groehn in Plawischken (am 16. Juli 1938 in Plauendorf, 1946 in Plawni umbenannt). Die zweite Abbildung zeigt das Gasthaus Karl Urmoneit in Grabowen (zehn Kilometer von Goldap entfernt, umbenannt in Amswald) aus dem Jahr 1916/17, ebenfalls vom Architekten Hans J. Philipp, Goldap, entworfen. Dieses Gebäude aus dem Wiederaufbauprogramms Ostpreußens hatte die für diese Gegend typische Aufteilung von Laden, Schankstube und den „besseren“ Gaststuben.

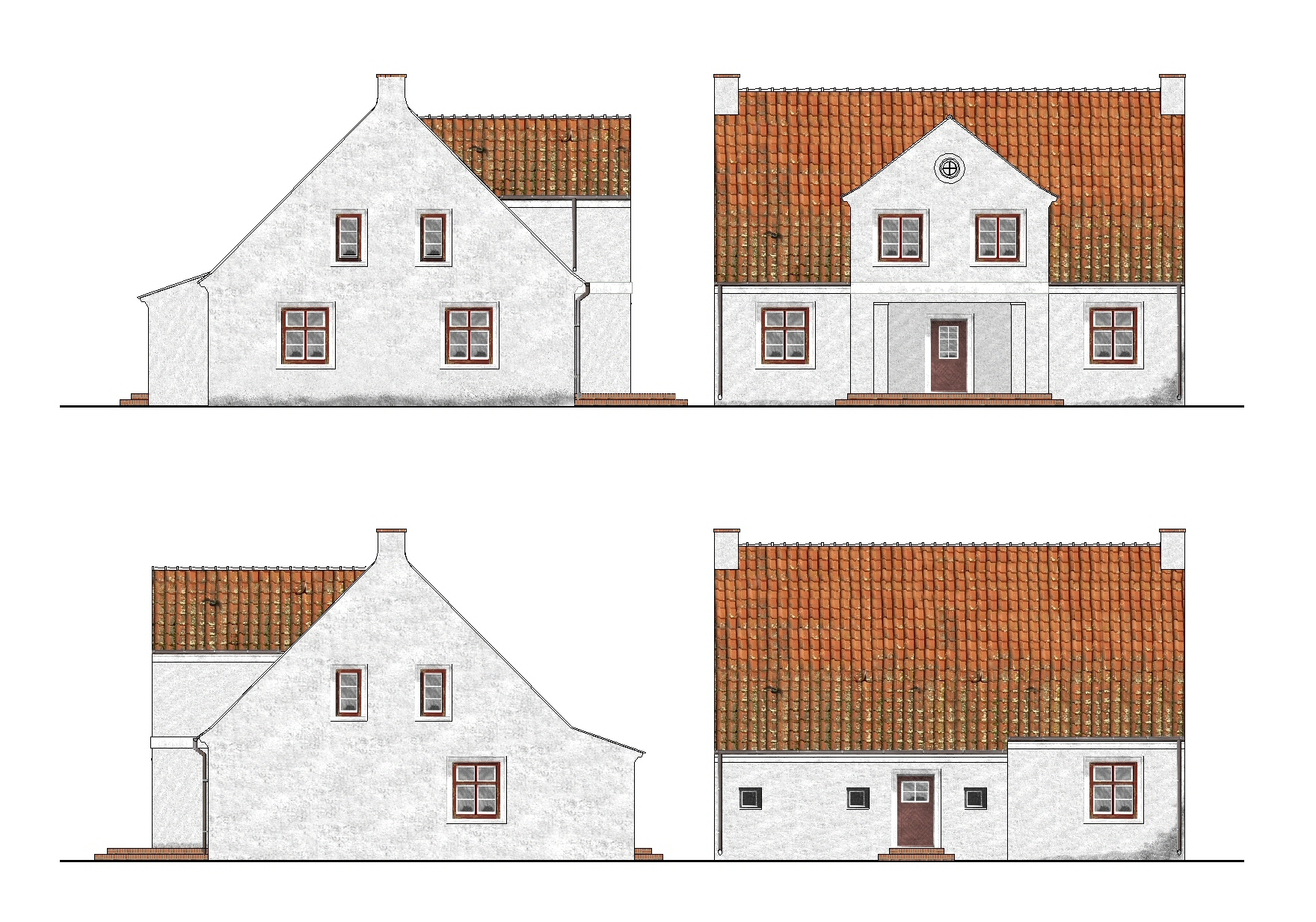
Wohnhaus Groehn in Plawischken, ca. 1917/18
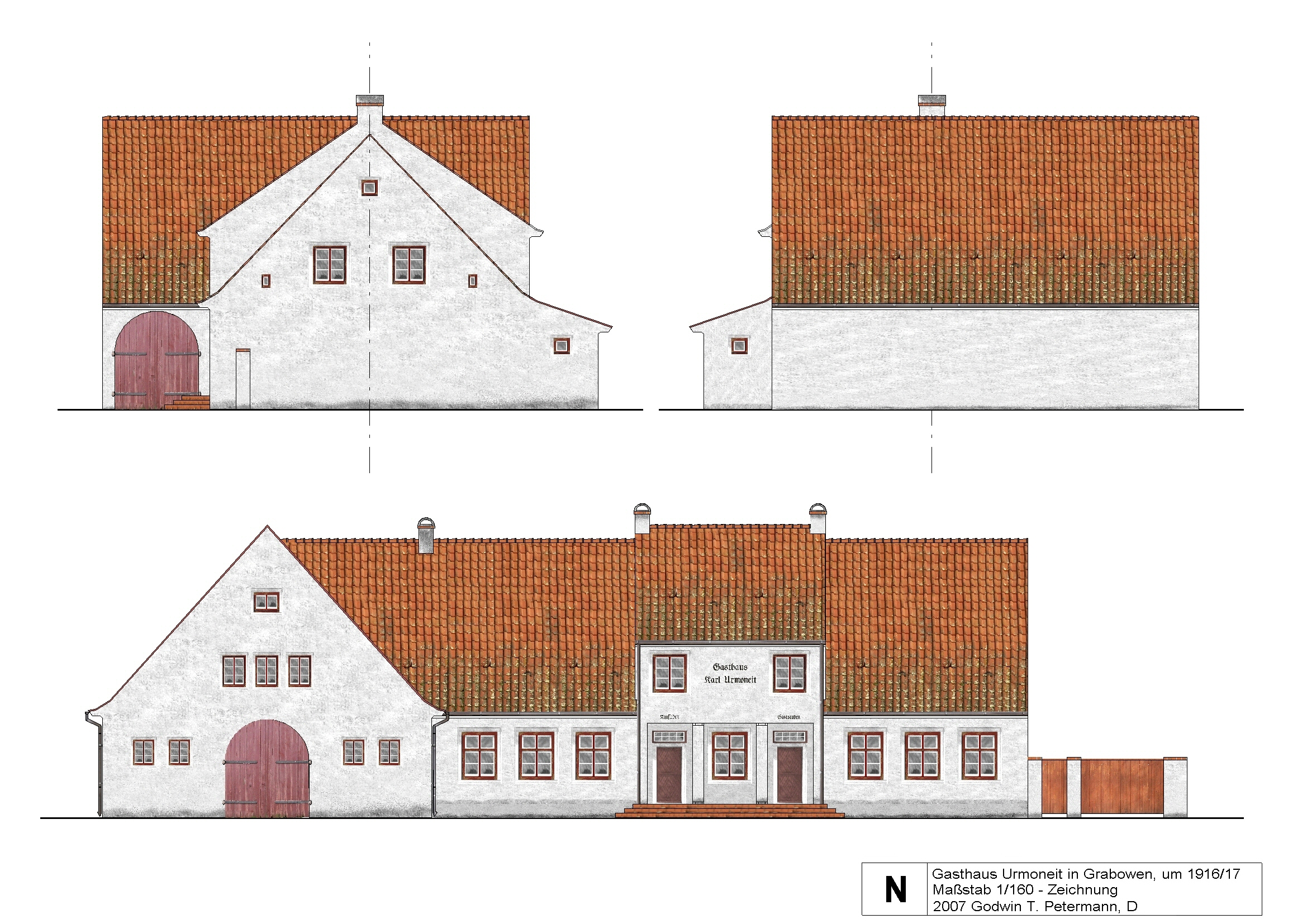
Gasthaus Karl Urmoneit in Grabowen, ca. 1916/17